# 岩瀬孝一
岩瀬 孝一（いわせ こういち、1917年（大正6年） - ）は、日本の陸軍軍人。最終階級は陸軍准尉。

## 経歴
日本陸軍のエース・パイロット。1917年（大正6年）に山梨県で生まれる。
陸軍に入隊後、1937年（昭和12年）6月に操縦学生となり熊谷陸軍飛行学校に入学、1938年（昭和13年）2月に卒業し、明野で戦技教育を受け、5月に飛行第11戦隊所属となった。
6月27日、ノモンハン事件タムスク攻撃に参加。7月25日、不時着した篠原弘道准尉と、同准尉を救出しようと着陸して敵戦車の砲撃を受けて機体が炎上し腰に貫通銃創を受けた青柳豊曹長を、戦車隊の包囲網の中から救出し、第2飛行集団長から賞詞を授与された。
停戦までに13機（不確実3機含む）を撃墜した。1940年（昭和15年）末、大刀洗陸軍飛行学校助教となった。太平洋戦争では輸送任務に就き、終戦時は岐阜基地に所在していた。総撃墜数12機。